# Réquiem por un campesino español
Réquiem por un campesino español es una novela breve de Ramón J. Sender, uno de los novelistas españoles más importantes de la posguerra en el exilio. Aparecida originalmente bajo el título de Mosén Millán en México (1953), adquirió su nombre actual en 1960.
Su publicación en México fue motivada por la censura que sufrió España durante la dictadura de Francisco Franco. Fue incluida en la lista de las 100 mejores novelas en español del siglo XX del periódico español El Mundo.

## Descripción y argumento
El relato, de extrema sobriedad y muy conciso, narra con una atmósfera de tensa calma los sucesos más importantes de la vida de Paco el del Molino, así como la intriga, la venganza, el miedo y la ira a la que se ve sometido. Esta vida, en palabras del propio Sender, 

es simplemente el esquema de toda la guerra civil nuestra, donde unas gentes que se consideraban revolucionarias lo único que hicieron fue defender los derechos feudales de una tradición ya periclitada en el resto del mundo.

Paco «el del Molino» es el protagonista de la novela. Un hombre puro, trágico, sincero e idealista. Paco es ejemplo de sus vecinos, líder en la lucha y el más querido del pueblo, dotado de cualidades mesiánicas. Por su parte Mosén Millán es el deuteragonista desde cuyo punto de vista se narra la historia. Millán, párroco de un pequeño pueblo, rememora la vida de Paco mientras se prepara para dar una misa de réquiem en el aniversario de su muerte. 
La narración fragmentada muestra distintos acontecimientos de la vida de Paco, desde su nacimiento hasta su muerte. Al mismo tiempo presenta las reflexiones y justificaciones de Mosén Millán que se sabe parcialmente responsable de la captura y asesinato de Paco. Precisamente esa responsabilidad, ese malestar, esa terrible carga que Millán soporta por haber delatado a Paco, perfila aún más la realidad social de la época, que se nos va describiendo y descubriendo poco a poco con gran maestría narrativa. La historia de Paco no es más que una excusa para mostrar la realidad, la verdadera historia, en donde se ve el compromiso político del autor ante dos ideologías opuestas. A pesar del miedo y los sucesos convulsos que evocan, todo está narrado con extrema sencillez estilística pero gran hondura estructural. La atmósfera, carente de pesadillas, da señales de remordimiento y quizás incluso arrepentimiento e hipocresía. Sin duda una obra compleja, pero esencial de la literatura española.
Durante la novela, además, se escuchan los testimonios de otros personajes (Águeda, el padre de Paco, el monaguillo o La Jerónima) y los asistentes al réquiem, don Valeriano, don Gumersindo y don Cástulo, responsables indirectos junto con Millán del asesinato de Paco. El sentimiento de culpa que le persigue y que se manifiesta en la ceremonia, pone de manifiesto la miseria y la división en la que estaba sumida España.
El cura del pueblo simboliza y representa a todo el conjunto de la Iglesia católica, en una dura crítica sobre el papel que ésta adoptó durante la preguerra y la guerra civil española (de ahí la inacción ante la muerte de Paco y la falta de compromiso del cura). Mosén Millán en la novela predica resignación y humildad, aceptar los avatares de la vida y poner la otra mejilla. De este modo intenta explicar a Paco que la extrema pobreza de los que viven en las cuevas no es cosa realmente tan grave si se piensa en las miserias espirituales a las que están expuestos y, finalmente, también intenta que Paco acepte su muerte y se resigne. En esta actitud se refleja una feroz crítica en donde se aprecia con extrema claridad la forma de pensar y la ideología del autor.

## Adaptaciones a otros medios
Esta novela fue adaptada al cine por el director Francesc Betriu en 1985, siendo los actores principales: Antonio Banderas, Antonio Ferrandis, Fernando Fernán Gómez, Terele Pávez, Ana Gracia, Emilio Gutiérrez Caba y Conrado San Martín; cabe destacar también el papel de José Antonio Labordeta como pregonero del pueblo y del Pastor de Andorra como jotero. De la música se encargó Antón García Abril.
Igualmente, la novela fue adaptada a la historieta por Carlos Giménez.